# Phyllostegia variabilis
Phyllostegia variabilis là một loài thực vật có hoa trong họ Hoa môi. Loài này được Bitter miêu tả khoa học đầu tiên năm 1900.